# 林德宏
林德宏（1938年7月—），江苏南京人，中华人民共和国哲学家，南京大学人文社会学科荣誉资深教授。